# Pablo Cavallero
Pablo Cavallero, vollständiger Name Pablo Oscar Cavallero Rodríguez, (* 13. April 1974 in Lomas de Zamora) ist ein ehemaliger argentinischer Fußballtorwart.

## Spielerkarriere

### Verein
Von der Saison 1994/95 bis 1997/98 stand der 1,84 Meter große Torhüter Cavallero beim argentinischen Klub Vélez Sársfield im Tor und bestritt saisonübergreifend 15 Spiele. Während der Copa Libertadores 1994, die sein Klub unter Trainer Carlos Bianchi gewann, war er Ersatztorwart hinter José Luis Chilavert. Danach ging er zu Unión de Santa Fe und wurde dort 1998/99 34-mal eingesetzt. 199/200 war Espanyol Barcelona sein Arbeitgeber. 26 Spiele in der Primera División stehen bei den Katalanen für ihn zu Buche. Es folgte in den Spielzeiten 2000/01 bis 2003/04 eine Karrierestation beim spanischen Klub Celta Vigo. Nach 121 absolvierten Partien und nachdem er in der Saison 2002/2003 die Trofeo Zamora als bester Torwart der Liga erhielt, wechselte er zu UD Levante. 43-mal kam er dort in den Spielzeiten 2004/05 bis 2007/08 zum Einsatz. Sodann löste er seinen Vertrag bei den Spaniern auf und schloss er sich im August 2008 dem uruguayischen Verein Club Atlético Peñarol für ein Jahr an. Bei den „Aurinegros“ bestritt er in der Saison 2008/09 je nach Quellenlage 14 oder 15 Erstligaspiele.

### Nationalmannschaft
1996 gewann er mit der argentinischen Mannschaft Silber beim olympischen Fußballturnier. Er nahm mit der Albiceleste an den Weltmeisterschaften 1998 und 2002 sowie an der Copa América 2004 teil. Während er 1998 zu keinem Einsatz kam, stand er 2002 beim Vorrundenaus in allen drei Partien auf dem Platz. Cavallero stand von 1996 bis 2004 insgesamt 26-mal im Tor der argentinischen Nationalmannschaft.

## Trainertätigkeit
Mindestens im Oktober 2014 trainierte Cavallero die Torhüter von Estudiantes de La Plata. Spätestens seit Oktober 2015 ist er Torwarttrainer bei CA Independiente.